# Bythoniinae
Los bitoniínos (Bythoniinae) son una subfamilia de hemípteros auquenorrincos de la familia Cicadellidae. Tiene los siguientes géneros.

## Géneros
- Bythonia[1]